# يوجيني أميرة يورك
الأميرة يوجيني (أو يوجيني أميرة يورك)، ولدت في 23 مارس 1990، هي عضو في العائلة المالكة البريطانية. وهي الابنة الصغرى للأمير أندرو دوق يورك وسارة دوقة يورك وابنة أخ الملك تشارلز الثالث والأخت الصغرى للأميرة بياتريس. كانت السادسة في خط خلافة العرش البريطاني عند الولادة وهي الآن الحادية عشرة.

## حياتها
ولدت يوجيني في مستشفى بورتلاند بلندن، درست في مدرسة سانت جورج وكلية مارلبورو قبل أن تتابع دراستها في جامعة نيوكاسل، وتخرجت بدرجة البكالوريوس في الأدب الإنجليزي وتاريخ الفن. بدأت حياتها المهنية في دار المزادات Paddle8 قبل أن تنتقل إلى منصب مديرة في معرض هاوزر آند ويرث للفنون. بالإضافة إلى عملها المهني، تشارك يوجيني بنشاط في العديد من المنظمات الخيرية، بما في ذلك منظمة أطفال في خطر والمنظمة الدولية المناهضة للعبودية.
تزوجت يوجيني من جاك بروكس بانك سفير العلامة التجارية في عام 2018. ورزق الزوجان بولدين: أغسطس وإيرنست.

## روابط خارجية
- يوجيني من يورك على موقع IMDb (الإنجليزية)
- يوجيني من يورك على موقع قاعدة بيانات الفيلم (الإنجليزية)